# Lutke Saaxum
Lutke Saaxum of Lutje Saaksum is een gehucht in de gemeente Het Hogeland in de provincie Groningen. Het gehucht ligt ten westen van Baflo. Ten noorden van het gehucht stroomt het Kanaal Baflo-Mensingeweer, dat tot de vergraving in 1860 een tochtsloot vormde.
Lutje of lutke is het Groningse woord voor klein. Saaksum duidt waarschijnlijk niet op Saaksum, maar op het iets noordelijker gelegen dorpje Saaxumhuizen.

## Geschiedenis
Tegenwoordig is Lutje Saaksum niet meer dan een bewoonde huiswierde, die in 1917 deels werd afgegraven. Op de wierde staat de boerderij Lutke Saaksum uit 1869 (herbouwd), die werd verbouwd in 1952.
Op ongeveer een meter diepte in de wierde werd in 1951 een trechterbeker gevonden, waarvan niet duidelijk is of deze van hier of van elders komt. De wierde werd in elk geval reeds bewoond in de 8e eeuw. Uit die tijd zijn munten gevonden. Uit de 9e eeuw is een brief bekend over de schenking van 20 grazen land aan de abdij van Fulda (rond 805 of 820).
In het verre verleden is Lutke Saaxum een kerspel geweest, dat echter pas na 1281 moet zijn ontstaan. De kerk is echter al in 1468 afgebroken. De lidmaten werden verdeeld over de parochies van Baflo, Eenrum, Maarhuizen en Mensingeweer. In 1952 werden resten van de fundering van de kerk gevonden bij graafwerkzaamheden.
Ten noordoosten van Lutke Saaxum (ten westen van Rasquert) ligt de boerderij Westermei. Op de plek van deze boerderij zou volgens sommigen vroeger het klooster-voorwerk Westermeeden hebben gelegen van het nonnenklooster van Warffum.

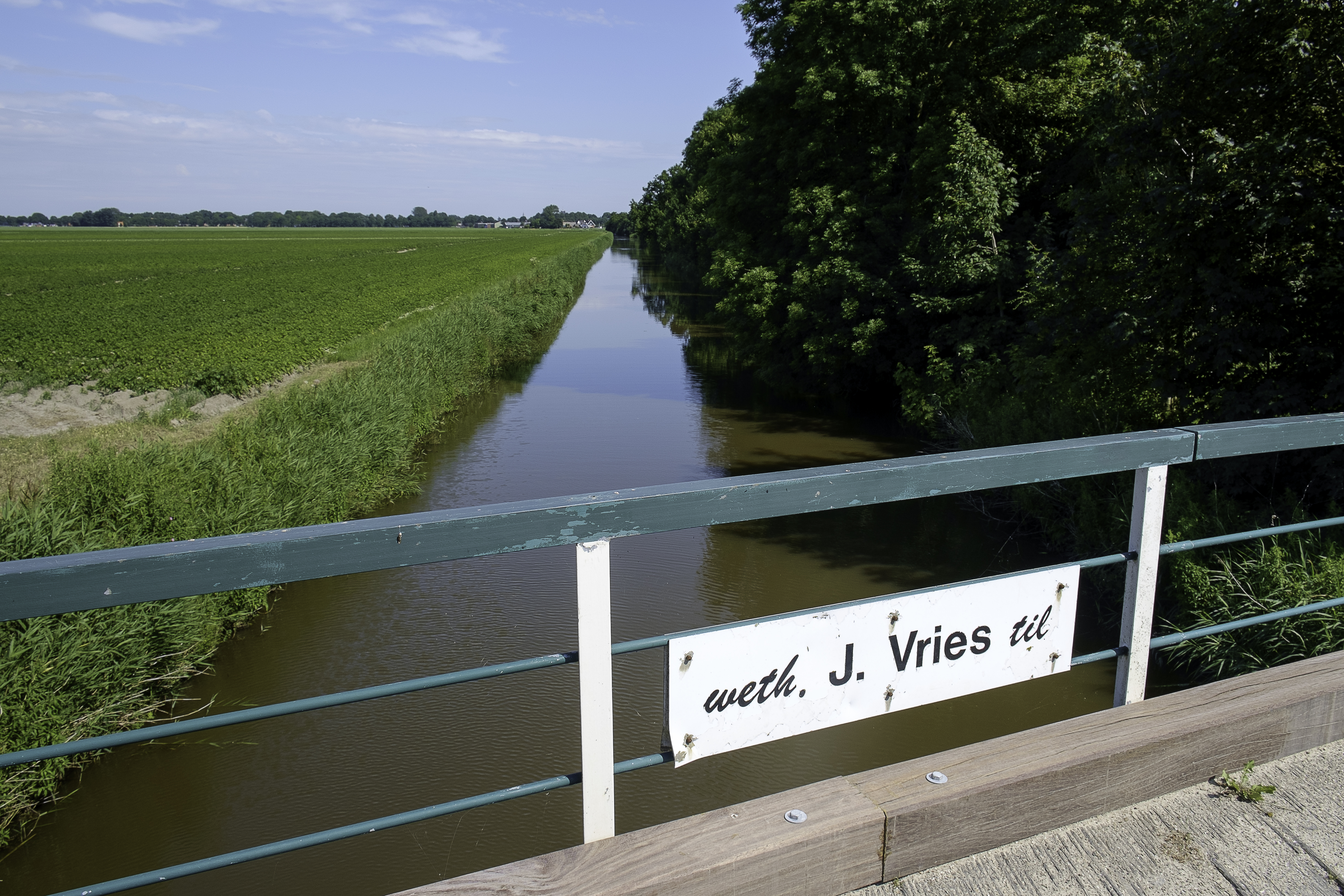
Kanaal Baflo-Mensingeweer gezien vanaf de weth. J. de Vries-til
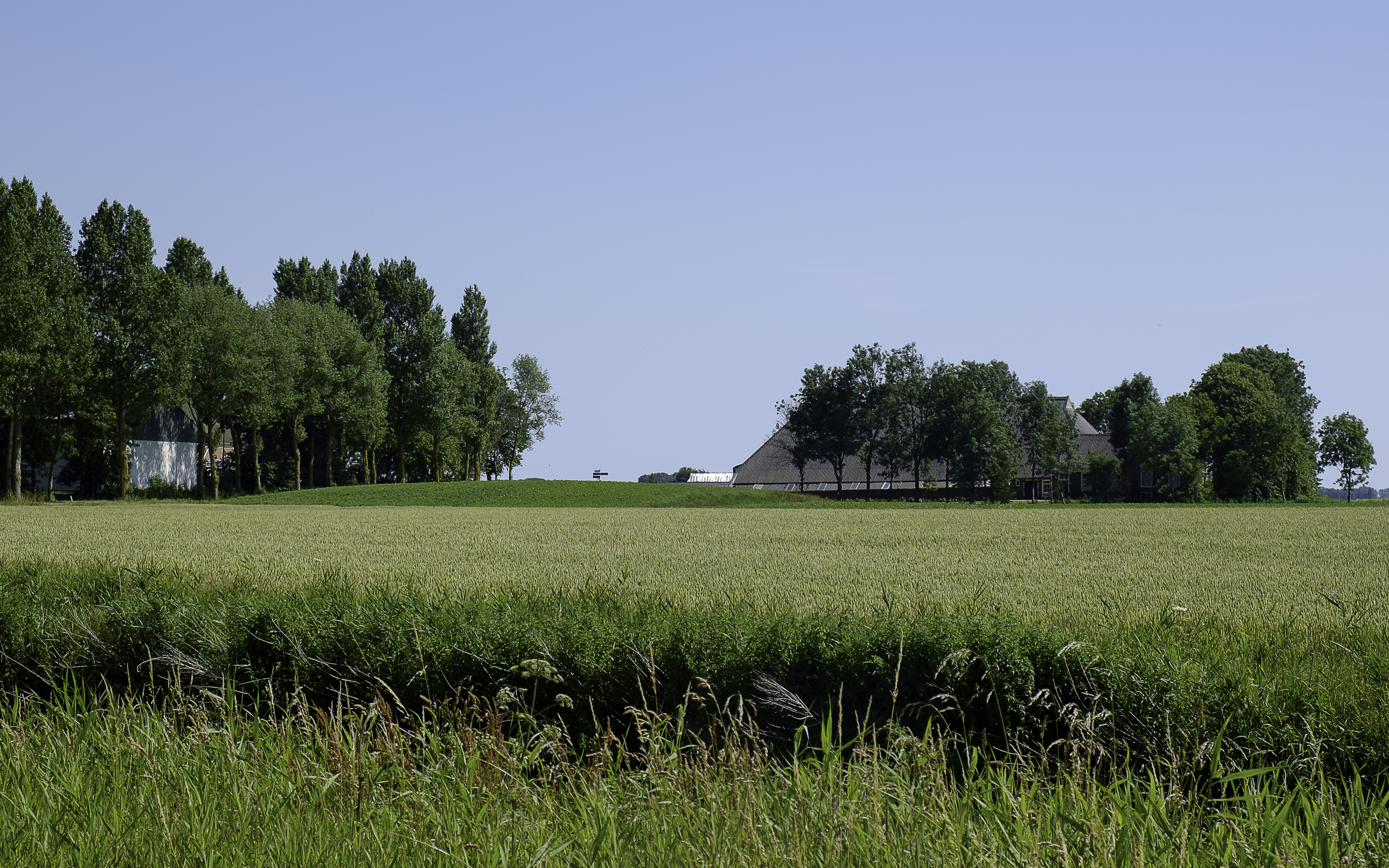
Onbebouwd deel van de wierde met op de achtergrond de kop-hals-rompboerderij ten zuiden van de wierde
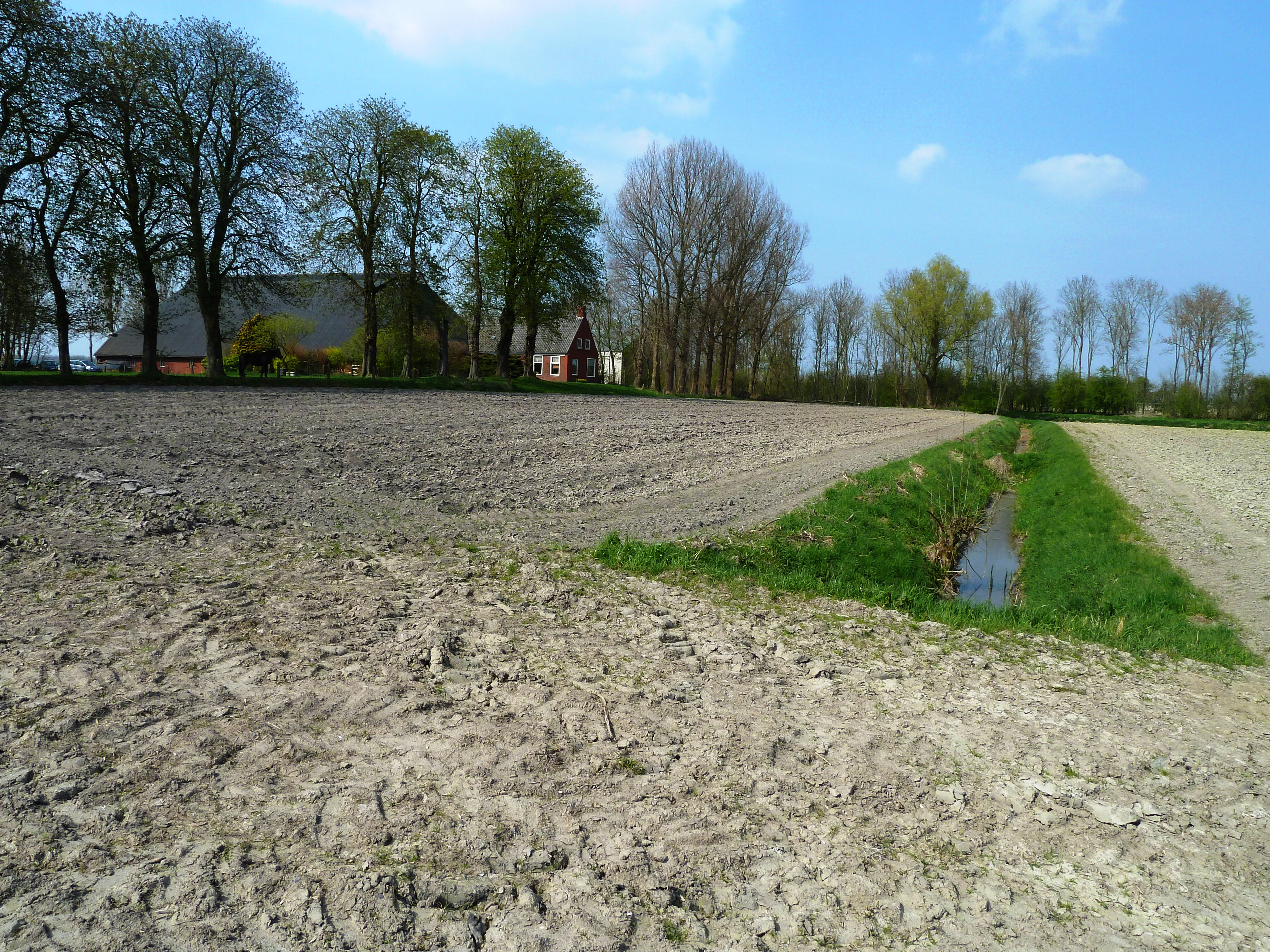
Boerderij Lutke Saaksum op de wierde
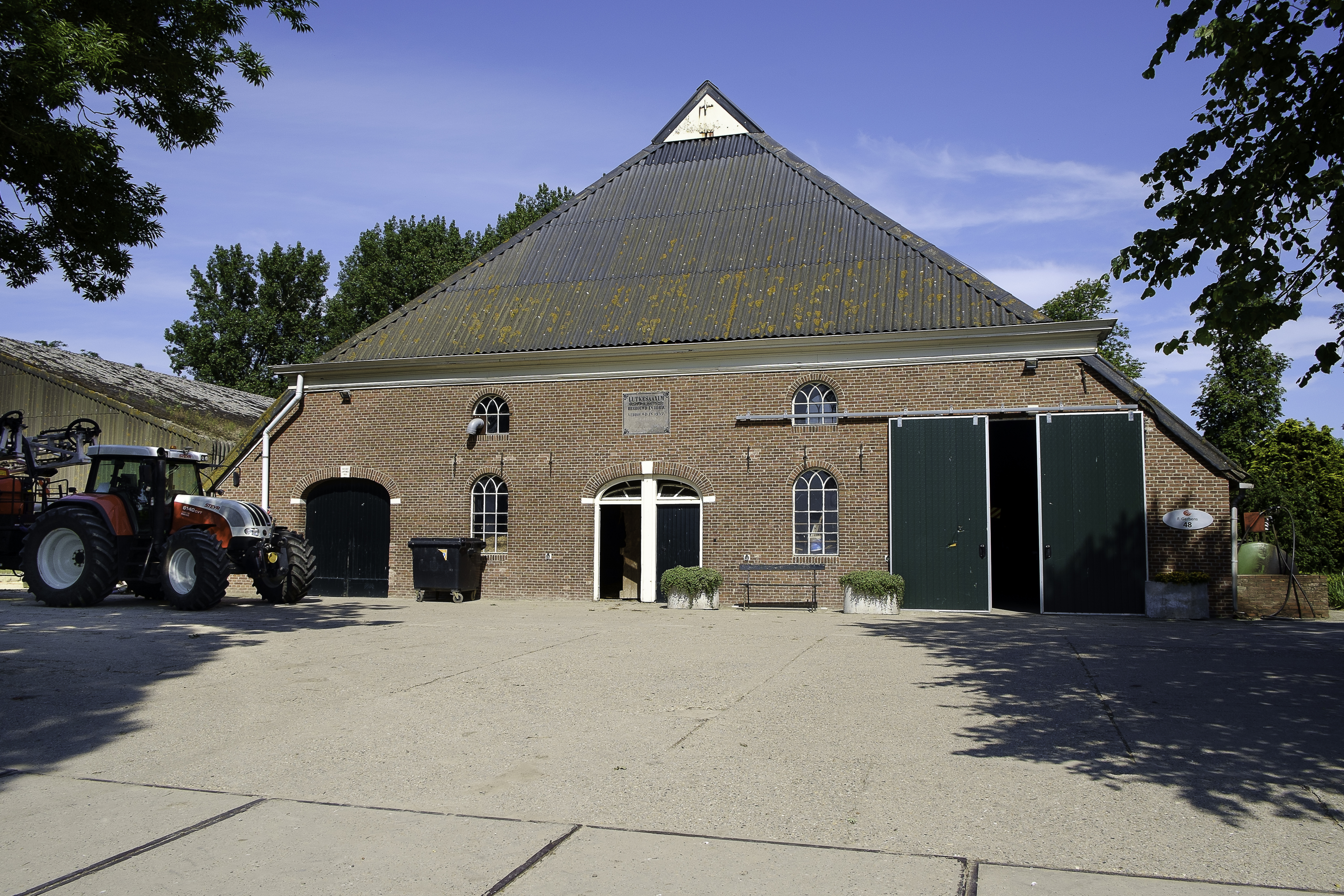
Achterzijde boerderij Lutke Saaksum

### Saaksumborg

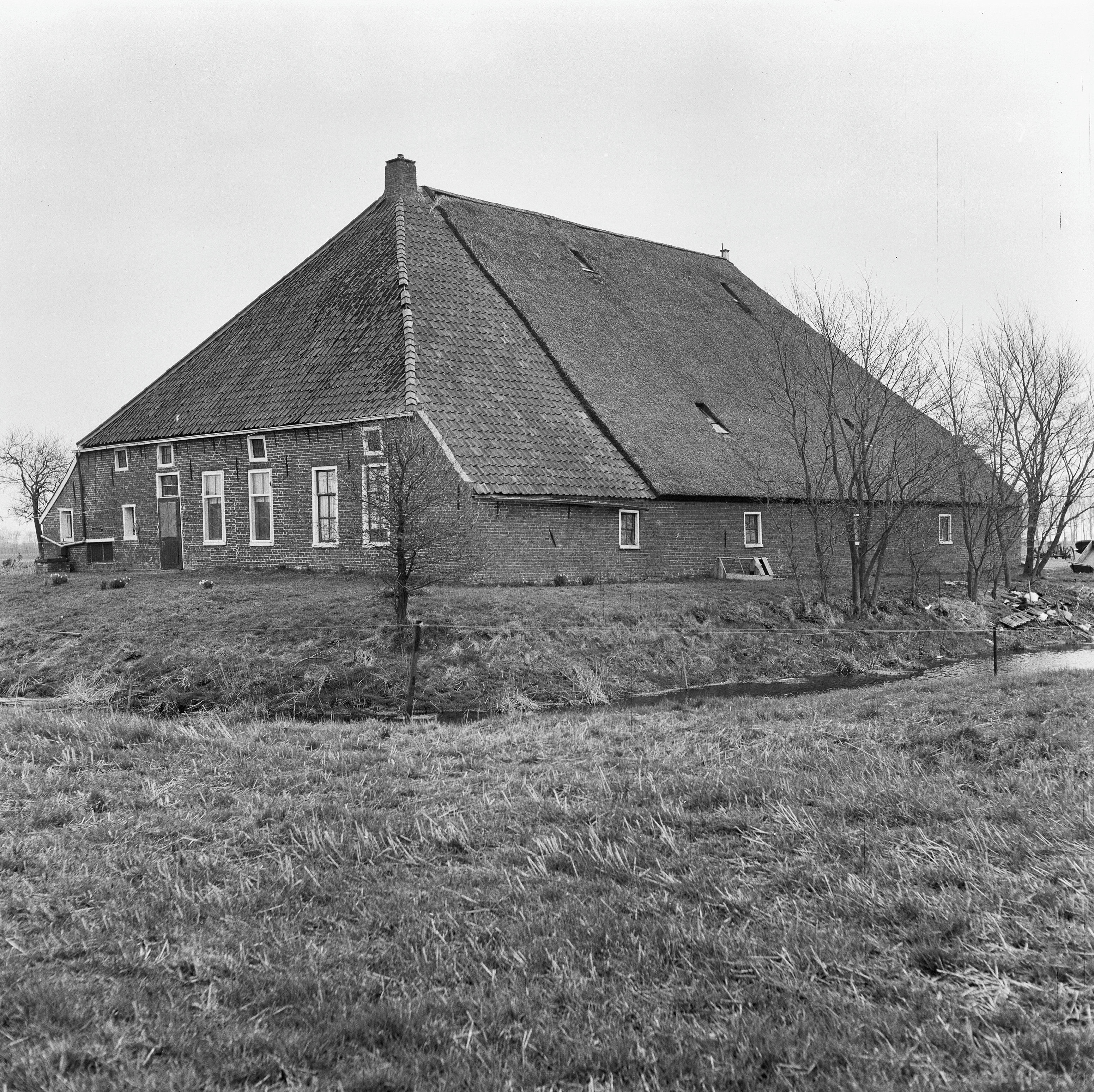
Het schathuis van de Saaksumborg in 1969, vlak voor de afbraak

Even ten zuidoosten van Lutje Saaksum stond vroeger de Saaksumborg of D'Eest. Deze borg werd voor het eerst vermeld in 1672, maar ontstond waarschijnlijk al eerder uit een grote heerd, die mogelijk voor 1606 en mogelijk al voor 1567 werd gebouwd. De borg was gedurende heel haar bestaan in rooms-katholieke handen, en speelde samen met de Lulemaborg onder Warfhuizen een belangrijke rol bij het ontstaan van de eerste parochie in de streek na de reformatie, de Sint-Bonifatiusparochie in Wehe-den Hoorn. Een van de bewoners was Maria Elisabeth Ripperda van Winsum, een zus van de bekende Spaanse Ripperda. De borg werd in 1785 op afbraak verkocht. Het schathuis bleef op het borgterrein staan tot 1972, waarna het in zijn geheel naar Verhildersum werd verplaatst. Het borgterrein werd toen geëgaliseerd, de grachten werden met huisvuil gedempt en de singels werden gekapt. De huiswierde is nog intact, maar maakt nu onderdeel uit van een groter akkerbouwperceel.
Hoofdplaats: Uithuizen

Dorpen: Adorp · Den Andel · Baflo · Bedum · Eenrum · Eppenhuizen · Hornhuizen · Houwerzijl · Kantens · Kloosterburen · 't Lage van de Weg · Lauwersoog · Leens · Leenstertillen · Lutjewolde · Mensingeweer · Molenrij · Niekerk · Noordwolde · Oldenzijl · Onderdendam · Onderwierum · Oosteinde · Oosternieland · Pieterburen · Rasquert · Rodewolt · Roodeschool · Rottum · Saaxumhuizen · Sauwerd · Startenhuizen (deels) · Stitswerd · Tinallinge · Uithuizermeeden · Ulrum · Usquert · Vliedorp · Vierhuizen · Warffum · Warfhuizen · Wehe-den Hoorn · Westerdijkshorn · Westernieland · Wetsinge · Winsum · Zandeweer · Zoutkamp · Zuidwolde · Zuurdijk

Buurtschappen, gehuchten, wierden en buurten: 1e Nijhoezen · 2e Nijhoezen · 't Aagt · Abbeweer · Alinghuizen · Arwerd · Barnegaten · Bellingeweer · Bethlehem · Beusum · Bokum · Breede · Broek · Het Bultje · De Dingen · De Raken · De Vennen · Den Haver · Deikum · Doodstil · Douwen · Duisterwinkel · Eelswerd · Eemshaven · Elens · Ellerhuizen · Ernstheem · Ewer · Grijssloot · Groot Maarslag · Groot Wetsinge · De Haar · Hammeland · Den Hander · Harssens · Hefswal · Hekkum · Helwerd · Heuvelderij · Hiddingezijl · Holwinde · De Hoogte · De Horn · De Houw · 't Houweel · De Hucht · Kaakhorn · Katershorn · Kattenburg · Klei · Kleine Huisjes · Klein Garnwerd · Klein Maarslag · Klein Wetsinge · Kolham · Koningslaagte · Koningsoord · De Knijp · Kruisweg · Lutje Marne · Lutke Saaxum · Maarhuizen · (Marnehuizen) · Menkeweer · Menneweer · Midhalm · Midhuizen · Mollenhuizen · Nijenklooster · Noordpolder · Noordpolderzijl · Obergum · Oldenzijl · Oldorp · Oosterhorn · Oosterhuizen (Eenrum) · Oosterhuizen (Zuidwolde) · Oudedijk · Oudeschip · Paapstil · Panser · Plattenburg · Polen · Ranum · Reidland · Roodehaan · Schapehals · Schaphalsterzijl · Schilligeham · Schouwen · Schouwerzijl · Sint Annerhuisjes · 't Stort · De Streek · Takkebos · Ter Laan · Tijum · Valcum · Valom · Wadwerd · Walsweer · Westerhorn (De Marne) · Westerhorn (Hogeland) · Westerklooster · Westpolder · Wierhuizen · Wierum · 't Wildeveld · Willemsstreek · Zevenhuizen